# Okres Kościan
Okres Kościan (polsky Powiat kościański) je okres v polském Velkopolském vojvodství. Rozlohu má 722,53 km² a v roce 2019 zde žilo 79 183 obyvatel. Sídlem správy okresu je město Kościan.

## Gminy
Městská:
- Kościan

Městsko-vesnické:
- Czempiń
- Krzywiń
- Śmigiel

Vesnická:
- Kościan

## Města
- Czempiń
- Kościan
- Krzywiń
- Śmigiel

## Sousední okresy
| Růžice kompasu | Grodzisk Wielkopolski | Poznaň        | Poznaň, Śrem | Růžice kompasu |
| Růžice kompasu | Wolsztyn              | Sever         | Śrem         | Růžice kompasu |
| Růžice kompasu | Wolsztyn              | Okres Kościan | Śrem         | Růžice kompasu |
| Růžice kompasu | Wolsztyn              | Jih           | Śrem         | Růžice kompasu |
| Růžice kompasu | Leszno                | Leszno        | Gostyń       | Růžice kompasu |